# 筑梦2008
《筑梦2008》是一部反映中国人民对奥运会的期盼及筹备奥运会过程的纪录片。其出品人为高峰，荣誉制片人为邱继宝、林青、曾维范。它最初于2001年7月北京申奥成功后不久开始拍摄，历时7年，于2008年5月完成，2008年6月24日公映。最初的片名为《奔向2008》，之后改名为《2001+7》，最终定名为《筑梦2008》。据设计者介绍，“筑梦”蕴含着丰富的精神和内涵。

## 内容简介
《筑梦2008》中选取了5个小故事来表现中国人民对奥运的努力：
1. 高大妈的故事[4]
影片中的“高大妈”是一名老北京。但奥运申办成功后，在为奥运场馆建设的拆迁中，她不得不离开了陪伴自己大半辈子的老房子，改变了自己的生活轨迹，在新家开始了新的生活。为了表示对奥运的支持，他和她的儿媳妇都成了奥运志愿者，为奥运做出了自己的一份贡献。
高大妈的孙女是在拆迁前的老房子中出生的。7年间，高大妈的孙女已经成了一名小学生，知道了什么是奥运。随着孩子的成长，高大妈一家越来越亲身地感受奥运，家庭的、国家的希望也在成长。
2. 鸟巢的故事[5]
2002年，北京奥组委面向全球征集奥运会主会场设计方案。从“鸟巢”创意提出到竞标成功，从开始建造到拔地而起，凝结着无数人的辛勤劳动。这部影片记录着鸟巢拔地而起的全过程，为鸟巢的建造历史留下了宝贵资料。
3. 小体操运动员的故事[6]
许多运动员为进入国家队、参加奥运会而不懈努力，甚至不惜为此付出自己的整个青春。这些运动员也一样。2002年，几百名小体操运动员从全国各地来到北京，成为奥运储备军团，接受无数次训练、无数道选拔。
经过残酷的选拔，“几百名”成了“几十名”，最终成了“三名”。也许她们中的大部分都将无缘奥运赛场，不能以奥运选手的身份出现在屏幕上，没有机会接受成千上万观众的欢呼和赞叹。但，她们的付出、他们的辛劳将随着这部影片被收入博物馆。故事集中介绍了江钰源，邓琳琳和乃若愚的训练经历。最后江钰源和邓琳琳成为最后的六名运动员并且夺得团体金牌，而乃若愚因为伤病未能出征。
4. 刘翔的故事[7]
刘翔，在2004年给了所有中国人一次惊喜。在2008年的北京赛场上，能再给人们一次惊喜，夺回世界第一的宝座吗？人人都曾期待着。尽管最终在奥运赛场上因伤退出了比赛，希望破灭了。但为了这次家门口的奥运，刘翔还是全力进行了备战。本片收录了刘翔在备战奥运中的珍贵镜头。
5. 特警的故事[8]
奥运向来是恐怖分子紧盯的地方，安全工作便自然是重中之重。当我们兴高采烈地欣赏比赛时，他们在场馆内外警惕地巡逻；当我们对奥运的到来满怀期待时，他们...

## 纪念意义
作为一份奥运史上绝无仅有的纪念品，该片被翻译为英语、日语、西班牙语、意大利语、法语、阿拉伯语及德语等8种语言，赠送给参与本届奥运会的每一名运动员和官员。该影片的拷贝也被瑞士奥林匹克博物馆收藏。2008年8月21日，博物馆馆长亲自来到北京参加收藏仪式。

## 取得
目前，中录华纳发行的正版DVD已经可以在市场上买到。银版售价22元，简装版售价12元。另外，为了推广这部影片，中录华纳推出新举措：在家乐福购物满18元，另付3元，即可购得该片正版DVD。